# Sakura (canção)
"Sakura" (さくら) é o single de estreia da dupla capsule, lançado em 28 de março de 2001. O single atingiu a 60ª posição no ranking da Oricon, onde permaneceu por três semanas.

## Lista de faixas
1. "Sakura" (さくら)
2. "Kowareta tokei" (壊れた時計)
3. "Koi wo shimashita" (恋をしました)